# Papinian
Aemilius Papinianus (142–212), cunoscut și ca Papinian, a fost un mare jurist roman.
După moartea lui Gaius Fulvius Plautianus⁠(en)[traduceți], a deținut și funcția de prefect pretorian.

Statuia lui Papinian de pe frontispiciul Palatului Facultății de Drept

Alături de Gaius (jurist)⁠(en)[traduceți], Iulius Paulus, Herennius Modestinus și Domitius Ulpianus, a fost citat drept precursor al Lex citationum, Codexul Teodosian și Corpus Juris Civilis.
1. ↑   (PDF) https://usj.edu.lb/photos/pdf/pdf_852-1079.pdf Lipsește sau este vid: |title= (ajutor)
2. ↑   https://en.wikipedia.org/wiki/Papinian Lipsește sau este vid: |title= (ajutor)
3. ↑   https://www.lorientlejour.com/article/434985/La_gerance_des_affaires_%2528photo%2529.html Lipsește sau este vid: |title= (ajutor)